# Gelrebia
Genre
Classification phylogénétique
Gelrebia est un genre de plantes à fleurs de la famille des Caesalpiniaceae selon la classification classique, ou des Fabaceae (sous-famille des Caesalpinioideae) selon la classification phylogénétique.

## Sélection d'espèces
- Gelrebia merxmuellerana (A.Schreib., 1980) E. Gagnon & G. P. Lewis, 2016
- Gelrebia rubra (Engl.) E. Gagnon & G. P. Lewis, 2016